# سعد بن معاذ
سَعْدُ بن مُعَاذُ (المُتوفى سنة 5 هـ) صحابي، كان سيدًا للأوس في يثرب قبل الهجرة النبوية. أسلم سعد على يد مصعب بن عمير الذي أرسله النبي محمد ﷺ إلى يثرب ليعلم أهلها دينهم، فأسلم بإسلامه بنو عبد الأشهل كلهم. بعد هجرة النبي محمد، شهد سعد بن معاذ معه غزوات بدر وأحد والخندق التي أصيب فيها إصابة بليغة. ولما حاصر النبي محمد ﷺ بني قريظة بعد نقضهم العهد و السماح للأحزاب بدخول المدينة وخيانة المسلمين قبلوا بالاستسلام  على أن يُحكِّمَ فيهم سعدُ بْنُ معاذ، فحُمل إليهم وهو جريح، فحكم فيهم بقتل الرجال وسبي النساء وتقسيم أموالهم وأراضيهم على المسلمين. بعد غزوة بني قريظة، انتقض جرح سعد، ولم يلبث إلا يسيرًا ومات.

## سيرته
كان سعد بن معاذ بن النعمان بن امرئ القيس بن زيد بن عبد الأشهل سيدًا لقبيلة الأوس قبل هجرة النبي محمد إليها. أسلم سعد على يد مصعب بن عمير الذي أرسله النبي محمد إلى يثرب ليدعوا أهلها إلى الإسلام بعد بيعة العقبة الأولى، فلما أسلم سعد وقف على قومه، فقال: «يا بني عبد الأشهل، كيف تعلمون أمري فيكم؟»، قالوا: «سيدنا فضلاً، وأيمننا نقيبة»، قال: «فإن كلامكم علي حرام، رجالكم ونساؤكم، حتى تؤمنوا بالله ورسوله»، فما بقي في دور بني عبد الأشهل رجل ولا امرأة إلا وأسلموا. كما أصبحت داره مقرًا لمصعب بن عمير وأسعد بن زرارة، يدعوان أهل يثرب فيها إلى الإسلام. وكان سعد بن معاذ ومعه أسيد بن حضير من تولّى كسر أصنام بني عبد الأشهل.
وبعد هجرة النبي محمد، آخى النبي محمد بينه وبين أبي عبيدة بن الجراح، وقيل بينه وبين سعد بن أبي وقاص. وقد شهد سعد مع النبي محمد غزوة بدر، وحين استشار النبي محمد أصحابه قبل المعركة، قال سعد: «قد آمنا بك وصدقناك، وشهدنا أن ما جئت به الحق، وأعطيناك مواثيقنا على السمع والطاعة، فامض يا رسول الله لما أردت، فنحن معك، فوالذي بعثك بالحق، لو استعرضت بنا هذا البحر لخضناه معك، ما تخلف منا رجل واحد، وما نكره أن تلقى بنا عدونا غدًا، إنا لصبر عند الحرب، صدق عند اللقاء، لعل الله يريك فينا ما تقر به عينك، فسر بنا على بركة الله»، وهو الذي حمل راية الأوس يوم بدر. شهد سعد أيضًا مع النبي محمد غزوة أحد، وثَبَتَ مع النبي محمد في القتال لما ولّى المسلمون عنه. وفي غزوة الخندق، رُمي سعد بسهم قطع منه الأكحل، وكان الذي رماه رجل من قريش اسمه «حيان بن قيس بن العرفة»، فقال سعد: «اللهم إن كنت أبقيت من حرب قريش شيئًا، فأبقني لها، فإنه لا قوم أحب إلي من أن أجاهدهم فيك من قوم آذوا نبيك وكذبوه وأخرجوه. اللهم إن كنت وضعت الحرب بيننا وبينهم، فاجعلها لي شهادة، ولا تمتني حتى تقر عيني من بني قريظة».
بعد غزوة الخندق، دعا النبي محمد أصحاب إلى قتال بني قريظة لنقضهم عهدهم مع المسلمين، وتحالفهم مع قريش في غزوة الخندق. حاصر المسلمون حصون بني قريظة 25 يومًا حتى أرسلوا يطلبون السلم، ويرتضون حكم سعد بن معاذ فيهم، وكان حليفهم في الجاهلية، فأرسل النبي محمد إلى سعد، فجيء به محمولاً على حمار، وهو مُتعَب من جرحه، فقال له: «أشر علي في هؤلاء»، فقال سعد: «لو وليت أمرهم، لقتلت مقاتلتهم، وسبيت ذراريهم»، فقال النبي محمد: «والذي نفسي بيده، لقد أشرت عليّ فيهم بالذي أمرني الله به».
أُعيد سعد إلى المدينة إلى القبة التي ضربها عليه النبي محمد في المسجد النبوي ليعوده من قريب، وكوى النبي محمد له ذراعه. عاد النبي محمد وأبو بكر الصديق وعمر بن الخطاب وقت وفاة سعد . فوجد النبي محمد يد سعد انفجرت بالدم، فقام إليه وعانقه، حتى مات. فبكى أبو بكر وعمر، وحزن النبي وأخذ بلحْيته، وكان النبي محمد لا تدمع عينه على أحد، ولكنه كان إذا حزن، أخذ بلحيته. صلى النبي محمد على سعد، وحُمل فدُفن بالبقيع، وشهد النبي دفنه، وكان الذين أنزلوه في قبره ابن أخيه الحارث بن أوس بن معاذ وأسيد بن حضير وأبو نائلة سلكان بن سلامة بن وقش وسلمة بن سلامة بن وقش. كانت وفاة سعد بن معاذ سنة 5 هـ بعد غزوة الخندق بشهر، وقد توفي سعد بن معاذ، وله من الولد عمرو وعبد الله أمهما هند بنت سماك بن عتيك بن امرئ القيس بن زيد بن عبد الأشهل
أما صفته، فقد كان سعد بن معاذ رجلاً أبيضًا، طويلاً، جميلاً، حسن الوجه، واسع العينين، حسن اللحية.

## مكانته
قال الحسن البصري: «كان سعد بادنًا، فلما حملوه، وجدوا له خفة. فقال رجال من المنافقين: والله إن كان لبادنا، وما حملنا أخف منه. فبلغ ذلك رسول الله ﷺ، فقال: إن له حملة غيركم. والذي نفسي بيده لقد استبشرت الملائكة بروح سعد، واهتز له العرش». وروت عائشة بنت أبي بكر عن النبي محمد قوله: «إن للقبر ضغطة، ولو كان أحد ناجيًا منها، نجا منها سعد بن معاذ». وروى سعد بن أبي وقاص عن النبي محمد قوله: «لقد نزل من الملائكة في جنازة سعد بن معاذ سبعون ألفًا ما وطئوا الأرض قبل، وبحق أعطاه الله تعالى ذلك». وقد أهدى أكيدر بن عبد الملك النبي محمد يومًا ثوبًا من ديباج مطرّز بخيوط من ذهب، فجعل الصحابة يتعجبون من لينه وحسنه، فقال: «مناديل سعد في الجنة أحسن من هذا». وقالت عائشة بنت أبي بكر: «كان في بني عبد الأشهل ثلاثة لم يكن أحد أفضل منهم: سعد بن معاذ وأسيد بن حضير وعباد بن بشر».